# Индикатор (математика)
Индикатор, или характеристическая функция, или индикаторная функция, или функция принадлежности подмножества {\displaystyle A\subseteq X} — это функция, определённая на множестве {\displaystyle X}, которая указывает на принадлежность элемента {\displaystyle x\in X} подмножеству {\displaystyle A}.
Так как термин «характеристическая функция» уже занят в теории вероятностей, термин «индикаторная функция» чаще всего используется в контексте теории вероятностей, для других областей чаще используется термин «характеристическая функция».
Для аналитического представления индикаторной функции нередко используется функция Хевисайда.

## Определение
Пусть {\displaystyle A\subseteq X} — выбранное подмножество произвольного множества {\displaystyle X}. Функция {\displaystyle \mathbf {1} _{A}:X\to \{0,1\}}, определённая следующим образом:
{\displaystyle \mathbf {1} _{A}(x)=\left\{{\begin{matrix}1,&x\in A,\\0,&x\notin A,\end{matrix}}\right.}
называется индикатором множества {\displaystyle A}. 
Альтернативными обозначениями индикатора множества {\displaystyle A} являются: {\displaystyle \chi _{A}} или {\displaystyle \mathbf {I} _{A}}, а иногда даже {\displaystyle A(x)} а также скобка Айверсона {\displaystyle [x\in A]}. 
(Греческая буква {\displaystyle \chi } происходит от начальной буквы греческого написания слова характеристика.)
Предупреждение. Обозначение {\displaystyle \mathbf {1} _{A}} может означать функцию идентичности.

## Основные свойства
Отображение, которое связывает подмножество {\displaystyle A\subseteq X} с его индикатором {\displaystyle \mathbf {1} _{A}}
инъективно. Если {\displaystyle A} и {\displaystyle B} — два подмножества {\displaystyle X\ }, то
{\displaystyle \mathbf {1} _{A\cap B}=\min\{\mathbf {1} _{A},\mathbf {1} _{B}\}=\mathbf {1} _{A}\mathbf {1} _{B},}
{\displaystyle \mathbf {1} _{A\cup B}=\max\{{\mathbf {1} _{A},\mathbf {1} _{B}}\}=\mathbf {1} _{A}+\mathbf {1} _{B}-\mathbf {1} _{A}\mathbf {1} _{B},}
{\displaystyle \mathbf {1} _{A\triangle B}=\mathbf {1} _{A}+\mathbf {1} _{B}-2(\mathbf {1} _{A\cap B}),}
{\displaystyle \mathbf {1} _{A^{c}}=1-\mathbf {1} _{A}.}
Более обобщённо, предположим {\displaystyle A_{1},\ldots ,A_{n}} — это набор подмножеств {\displaystyle X}. Ясно, что для любого
{\displaystyle x\in X}
{\displaystyle \prod _{k\in I}(1-\mathbf {1} _{A_{k}}(x))}
— произведение нулей и единиц. Это произведение принимает значение 1 точно для тех {\displaystyle x\in X}, которые не принадлежат ни одному множеству {\displaystyle A_{k}} и 0 иначе. Поэтому
{\displaystyle \prod _{k\in I}(1-\mathbf {1} _{A_{k}})=\mathbf {1} _{X-\bigcup _{k}A_{k}}=1-\mathbf {1} _{\bigcup _{k}A_{k}}.}
Разворачивая левую часть, получаем
{\displaystyle \mathbf {1} _{\bigcup _{k}A_{k}}=1-\sum _{F\subseteq \{1,2,\ldots ,n\}}(-1)^{|F|}\mathbf {1} _{\bigcap _{F}A_{k}}=\sum _{\emptyset \neq F\subseteq \{1,2,\ldots ,n\}}(-1)^{|F|+1}\mathbf {1} _{\bigcap _{F}A_{k}},}
где {\displaystyle |F|} — мощность {\displaystyle F}. Это одна из форм принципа включения-исключения. Этот пример указывает, что индикатор — полезное обозначение в комбинаторике, которое используется также и в других областях, например в теории вероятностей: если {\displaystyle X} — вероятностное пространство с вероятностной мерой {\displaystyle \mathbf {P} }, а {\displaystyle A} — измеримое множество, то индикатор {\displaystyle \mathbf {1} _{A}} становится случайной величиной, чье математическое ожидание равно вероятности {\displaystyle A:}
{\displaystyle E(\mathbf {1} _{A})=\int \limits _{X}\mathbf {1} _{A}(x)\,d\mathbf {P} =\int \limits _{A}d\mathbf {P} =\mathbf {P} (A).\quad }
Это тождество используется в простых доказательствах неравенства Маркова.